# ジャスト・スタンド・アップ
「ジャスト・スタンド・アップ」（原題:Just Stand Up!）は、マライア・キャリー、ビヨンセ、メアリー・J. ブライジ、リアーナ、ファーギー、シェリル・クロウ、メリッサ・エスリッジ、ナターシャ・ベディングフィールド、マイリー・サイラス、レオナ・ルイス、キャリー・アンダーウッド、キーシャ・コール、リアン・ライムス、アシャンティ、シアラといったポップ、R&B、ロック、カントリーの第一線で活躍する複数のミュージシャンによる楽曲であり、彼女らがArtists Stand Up to Cancerとして発表したガン研究の支援を目的としたチャリティー・シングル。
プロデュースをアメリカ合衆国のソングライター兼プロデューサーのLAリードが、副プロデュースを同じくアメリカ合衆国の歌手ベイビーフェイスが担当しており、この楽曲は世界に先駆け、2008年8月21日にアメリカ合衆国のiTunesでリリースされた。
彼女らは2008年9月5日にアメリカ合衆国のテレビ局3大ネットワークABC、CBS、NBCの3局で同時中継されたスペシャル・チャリティー番組『Stand Up to Cancer』内でもライブ・パフォーマンスを披露した。
このシングルは2008年9月30日にオリジナル版に9月5日のライブ・パフォーマンス音源を加えたものがAmazon.comにおいてCD規格で発売されている。このシングルCDにはエンハンストでライブ・パフォーマンス映像が収録されており、この楽曲にはミュージック・ビデオは製作されていないが、このパフォーマンス映像が実質的なミュージック・ビデオとなっている。

## 参加ミュージシャン
- アシャンティ
- キーシャ・コール
- キャリー・アンダーウッド
- シアラ
- シェリル・クロウ
- ナターシャ・ベディングフィールド
- ビヨンセ
- ファーギー
- マイリー・サイラス
- マライア・キャリー
- メアリー・J. ブライジ
- メリッサ・エスリッジ
- リアーナ
- リアン・ライムス
- レオナ・ルイス
- ニコール・シャージンガー（2008年9月5日のテレビ・ライブ・パフォーマンスのみ）

## 収録曲
1. ジャスト・スタンド・アップ
2. ジャスト・スタンド・アップ（ビデオ）

## チャート成績
この楽曲は、アメリカ合衆国の総合シングルチャートBillboard Hot 100には2008年9月13日付のチャートに78位で初登場した。翌週付のチャートではGreatest Sales Gainer（最もセールスが伸びた楽曲）を獲得の上、67ジャンプアップし11位まで上昇。これが最高位となった。翌々週には36位まで下落している。Pop 100チャートでは最高位18位を記録した。カナダの総合シングルチャートCanadian Hot 100では、9月11日付のチャートにてダウンロード・セールスによってHot Shot Debutを獲得し、10位を記録している。
UKシングルチャートには39位で初登場し、最高位は26位を記録した。

## リリース日一覧
| 国               | 発売日        | 規格                   |
| ---------------- | ------------- | ---------------------- |
| アメリカ合衆国   | 2008年8月21日 | デジタル・ダウンロード |
| アメリカ合衆国   | 2008年9月30日 | CD                     |
| イギリス         | 2008年8月21日 | デジタル・ダウンロード |
| イタリア         | 2008年8月21日 | デジタル・ダウンロード |
| オーストラリア   | 2008年8月21日 | デジタル・ダウンロード |
| スウェーデン     | 2008年8月21日 | デジタル・ダウンロード |
| 日本             | 2008年8月21日 | デジタル・ダウンロード |
| ニュージーランド | 2008年8月21日 | デジタル・ダウンロード |
| フランス         | 2008年8月21日 | デジタル・ダウンロード |
| カナダ           | 2008年9月16日 | デジタル・ダウンロード |

## その他
- 読売ジャイアンツ外野手の長野久義が主催試合で打席に立つ際の登場曲として使用している。